# مدل بدون آستانه خطی

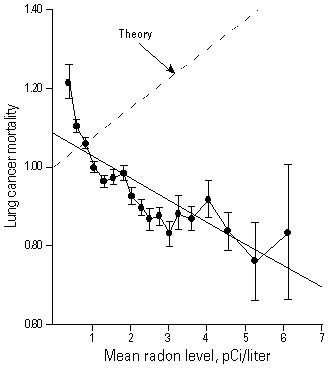
یک آزمایش به منظور آزمودن ال ان تی

مدل بدون-آستانه خطی (Linear No-Threshold Model) یا مدل ال ان تی (LNT Model) نام یک مدل در مبحث فیزیک محافظت از پرتو و رادیوبیولوژی است.
بر اساس این دیدگاه هر مقدار پرتو یونیزان (هرچند ناچیز) می‌تواند باعث بروز سرطان شود، که این ریسک با افزایش دوز وارده افزوده می‌شود و نسبت خطی دارد.
با اینکه هیچگونه شاهدی تا کنون برای اثبات آن ارائه نشده است اما با اینحال در بسیاری از مراکز تصویربرداری پزشکی، اصول محافظت اغلب با توجه به این دیدگاه اعمال می گردد.
دیدگاه رقیب این مدل مدل هرمتیک (Hormetic model) نام دارد که بر طبق آن: بشرط قرار داشتن زیر یک حد کمینه معین (همانند ۱۰۰ میلی سیورت)، نه تنها دز وارده به انسان ضرر نخواهد داشت بلکه از نظر سیستم ایمنی بدن سودبخش نیز می باشد.